# Microdon megacephalus
Microdon megacephalus är en tvåvingeart som beskrevs av Shannon 1925. Microdon megacephalus ingår i släktet myrblomflugor, och familjen blomflugor.
Artens utbredningsområde är Panama. Inga underarter finns listade i Catalogue of Life.